# 深空失忆
《深空失忆》（英語：Pandorum）是一部2009年9月25日上映的英德科幻驚悚电影，同時具有洛夫克拉夫特式恐怖和生存風格。由克里斯坦·阿爾瓦特執導，並由羅伯特·庫澤、傑里米·博爾特、保羅·W·S·安德森監製，後來博爾特與安德森兩人透過他們的電影公司Impact Pictures製作該電影。劇本由特拉維斯·米洛伊與阿爾瓦特撰寫劇本。
電影由丹尼斯·奎德、班·佛斯特主演。

## 劇情
地球未來人口爆炸，故为了尋找新的宜居星球，地球上的太空船仙境號（Elysium）帶著全人類的期待出發殖民，需要123年才能到遠方一个已知的人类可以生存的行星。
仙境號上有6万人，大部分冬眠，少数人分批清醒维持飞船运作。人工冬眠會造成失憶後遺症。Bower下士從深沉的睡眠中甦醒，並順利的喚醒了在他附近的艙中沉睡的Payton中尉。兩人均忘記自己的過去，想起的都是些片斷的記憶。
電力不穩導至往艦橋的鐵門無法開啟，Bower決定從通風管爬出找生路, 並發現外有其他人類Nadia和Manh。Bower決定前往反應爐室重啟反應爐，否則整艘飛船將停止運作，Payton待在控制台引導他，後來Bower碰到一個老人Leland才知道，飛船出發8年後, 地球已经毀滅了。太空船上留守人員知道後，艦長跟兩名手下陷入恐慌而互相殘殺，最後剩一人活下來。他喪失了所有道德準則，扮起上帝，中止了許多人的冬眠狀況後讓他們互相殘殺，玩累了的他則選擇沉睡。那些後來醒来的人因为注射了能够帮助人体适应新环境的酶而快速演化，突變成食人的怪物。
Payton在通風管道發現一個年輕人Gallo，認為眼前的年輕人才是太空幽閉恐懼症的患者。兩者發生衝突，Gallo用武器脅迫Payton將他用睡眠艙射出求生，Payton假裝同意卻將他鎖在裡頭。隨著船的供電回復，Gallo卻也逃了出來。Payton拿起鎮定劑要幫Gallo注射，兩人扭在一起，鎮定劑注入，Gallo跟Payton卻合而為一，原來Gallo是Payton想像出來的幻覺。
Bower等人成功重启反應爐后，跟變種人對抗的Manh杀死了变异人的头目，但也被一个变异小孩杀死。Bower跟Nadia逃進走道，Leland跑在他們前方，把他們鎖死在一個隔間中。他看見Payton後趕忙上前打招呼，Payton卻把一支針筒硬生生插進Leland的眼珠将其杀死。
Bower跟Nadia撬開了封閉的門，並順著路走到艦橋，找到了Payton，大聲質問Payton到底是誰，Payton說他是下士Gallo，當初在艦橋上的三人之一。他殺了其他兩人，成為瘋狂的創世者。由于他在Payton的休眠仓冬眠，故在刚苏醒时误认为自己是Payton。接著Payton打開了觀景門，外面一片漆黑，看不見一顆恆星，Gallo告诉他们这说明飞船已经到了荒芜的深空，没有希望了。過了一會兒，Nadia 看見外面有一些發光的生物，判斷飛船在深海中，原來船早已在800年前到達新星球，停在海底。
最終，因為Bower在駕駛艙因為太空幽閉恐懼症而出現了幻覺。Bower以為變種人就要闖入駕駛艙，所以用武器射擊了控制板以此想要阻擋變種人進來，沒想到子彈反彈打到駕駛艙頂的玻璃，導致駕駛艙開始進水。Bower突然恢復意識，把Nadia拉進去睡眠艙。进水导致自动的啟動所有的睡眠艙發射程序。在等待發射的同時，Bower跟Nadia看到變種人淹死在他們面前。等睡眠艙到海面後，他們看到剩餘人類1213人的睡眠艙也浮出海面。

## 演员
- 丹尼斯·奎德 饰 Lieutenant Payton
- 班·佛斯特 饰 Corporal Bower
- 凯姆·吉甘特 饰 Corporal Gallo
- 安婕·特拉乌 饰 Nadia
- 黎剛 饰 Manh
- Eddie Rouse 饰 Leland
- André Hennicke 饰 Hunter Leader
- 諾曼·瑞杜斯 饰 Shepard
- Wotan Wilke Möhring 饰 Young Bower's Father
- Niels-Bruno Schmidt 饰 Insane Officer Eden